# 페이스 (2004년 영화)
《페이스》(영어: Face)는 2004년 6월 11일 개봉된 공포, 스릴러 영화이다.

## 영화 줄거리
저수지에서 온몸의 형체가 녹아 뼈만 남은 유골이 발견된다. 이것이 벌써 4번째이다. 신원을 알 수 있는 방법은 오직 복안 뿐. 두개골만으로 얼굴을 유추, 복원하는 이 수사방법 이외에 사건의 실마리를 풀 단서는 없다. 하지만 국립과학수사연구소 법의학과의 복안 전문가 현민(신현준)은 이 중대한 사건을 뒤로한 채 사표를 낸다. 그에겐 일보다 점점 아파가는 하나뿐인 딸의 생명을 지키는 것이 더욱 중요하다. 법인류학실 요원 선영(송윤아)은 4번째 사체 유골을 들고 현민의 집을 방문한다. 사건의 해결을 위해 복안을 의뢰하는 선영. 그러나 현민은 완강히 거부한다.
당찬 선영은 사체의 유골을 현민의 집에 두고 사라진다. 그리고 이때부터 현민은 끔찍한 악몽과 환청에 시달리게 된다. 한편, 의문의 사체 사건을 조사하던 경찰은 피해자들이 베타 알러지라는 독특한 체질로, 심장이식과 관련되어 살해되었을 가능성에 도달한다. 현민은 딸의 심장이식과 연쇄살인이 연관되었음을 직감하고 죽은 자의 저주로부터 살아남기 위해 문제의 4번째 사체 복안 작업을 시작한다. 현민은 자신의 괴로움을 이해하는 선영의 도움으로 복안을 완성해나간다. 그러나, 사체의 신원이 밝혀지면서 현민은 저주에서 벗어나지 못하고 점점 더 괴기스런 공포와 환영에 빠져들게 된다.

## 출연

### 주연
- 신현준
- 송윤아

### 조연
- 김승욱
- 조원희
- 안석환
- 송재호
- 한예린

## 기타
- 프로듀서: 한용
- 제작실장: 김종현
- 제작부장: 이승민
- 제작부장: 김성민
- 제작부: 이승복
- 제작부: 김화수
- 제작부: 임경진
- 제작부: 이명하
- 촬영부: 최덕규
- 촬영부: 진철화
- 촬영부: 황보성
- 촬영부: 김형주
- 촬영부: 여성구
- 조명: 김순화
- 조명부: 최용준
- 조명부: 박영봉
- 조연출: 임춘택
- 연출부: 김완섭
- 연출부: 김재중
- 연출부: 권혁
- 연출부: 우경훈
- 연출부: 이세련
- 연출부: 나관
- 연출부: 진혜미
- 조감독: 김수진
- 조감독: 최현진
- 음향: 유대현
- 미술: 김나영
- 미술: 김효진
- 미술: 유기정
- 특수분장: 윤예령
- 특수효과: 이종학
- 특수효과: 김병기
- 의상: 김문영
- 무술연출: 전상준
- 스토리보드: 임정현